# Cabo Finisterra

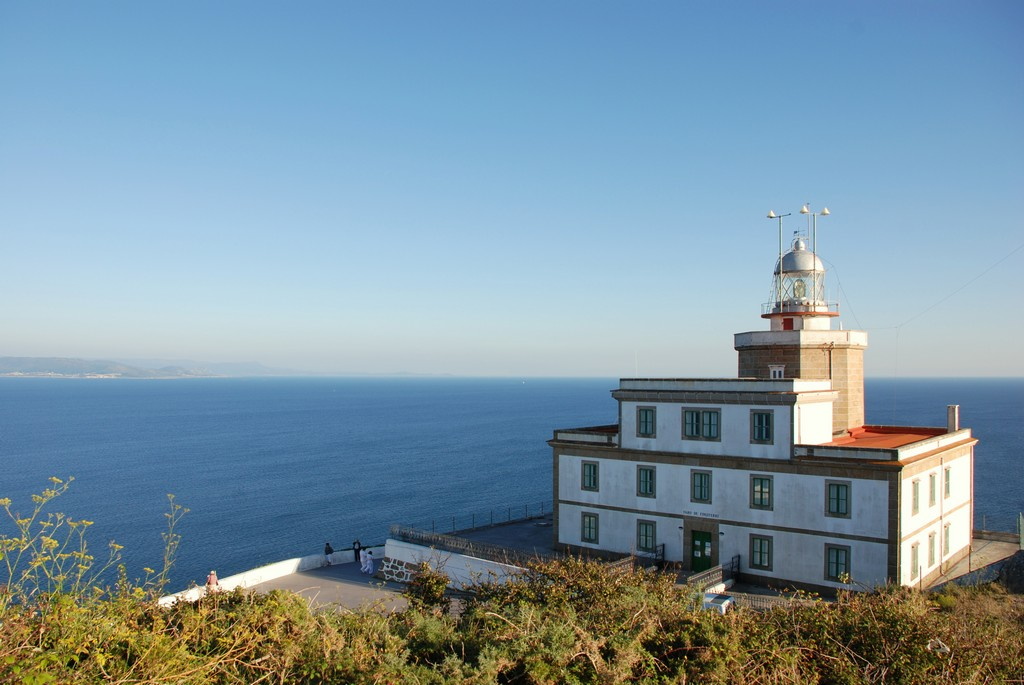
Farol do cabo Finisterra

O cabo Finisterra (em galego: cabo Fisterra; em castelhano: cabo Finisterre) é um promontório de granito com 3 km de comprimento e 600 metros de altura, situado no concelho de Finisterra, província da Corunha, na Galiza, no noroeste da Espanha.
O cabo serve de linha divisória entre as Rias Baixas e as Rias Altas galegas
O emblemático cabo obteve a distinção de Património Europeu em 19 de março de 2007, tornando-se um dos trinta bens escolhidos pela União Europeia como elementos com um "papel essencial na história e na identidade da Europa".

## Última etapa do Caminho de Santiago
Localizado a cerca de 90 km de Santiago de Compostela, é destino final para parte dos peregrinos do caminho de Santiago. Esta tradição, que parece remontar há vários séculos, poderia provir quer do culto à Ara Solis (culto em honra do Sol) quer da existência de hospitais em Cee, Corcubión e a mesma Finisterra.

## Outras lendas e tradições
No vizinho Monte do Facho, havia um menir fincado de pé contra o qual os casais, seguindo ritos celtas, deviam copular para melhorar a fertilidade. O menir seria demolido no século XVIII por clérigos locais.
Há também, perto do lugar, uma série de pedras ligadas a lendas religiosas: as pedras santas, as pedras manchadas de vinho, a cadeira de pedra, etc.
Há autores que identificam o cabo Finisterra com o antigo Promontório Nerio dos geógrafos romanos, enquanto outros situam neste lugar a Ara Solis, na qual se praticava o culto ao Sol.

## O farol
O farol foi construído em 1853. A torre mede 17 metros e a sua luz, situada a 143 metros de altura acima do nível do mar, alcança mais de 30 milhas náuticas. A constante névoa do Inverno provocou que lhe fosse acrescentada uma sirene em 1888, a Vaca de Finisterra, para avisar os navegantes do perigo existente. Ainda assim, foi palco de naufrágios, como em 1870, quando o Monitor Captain se afundou levando 482 pessoas da sua tripulação, no acontecimento mais trágico desta costa.
A torre, feita de cantaria, é de base octogonal, e acaba numa cornija sobre a qual se apoia a varanda. Em cima fica a abóbada, com uma lanterna poligonal.

## Batalhas do Cabo Finisterra
Foi palco de duas batalhas navais entre o Reino Unido e França, com vitória em ambos os casos para o Reino Unido. A primeira teve lugar durante a Guerra de Sucessão Austríaca, a 3 de maio de 1747, enquanto a segunda ocorreu a 22 de julho de 1805, durante as Guerras Napoleônicas.